# Niva (sýr)
Niva je sýr s modrou plísní uvnitř hmoty. Tento kravský sýr je napodobeninou francouzského ovčího sýra Roquefortu. Obsahuje 52 % sušiny, 50 % tuku v sušině, 5 % kuchyňské soli, 1,5 % cukru a 1500 kJ využitelné energie na 100 gramů sýra.

## Název

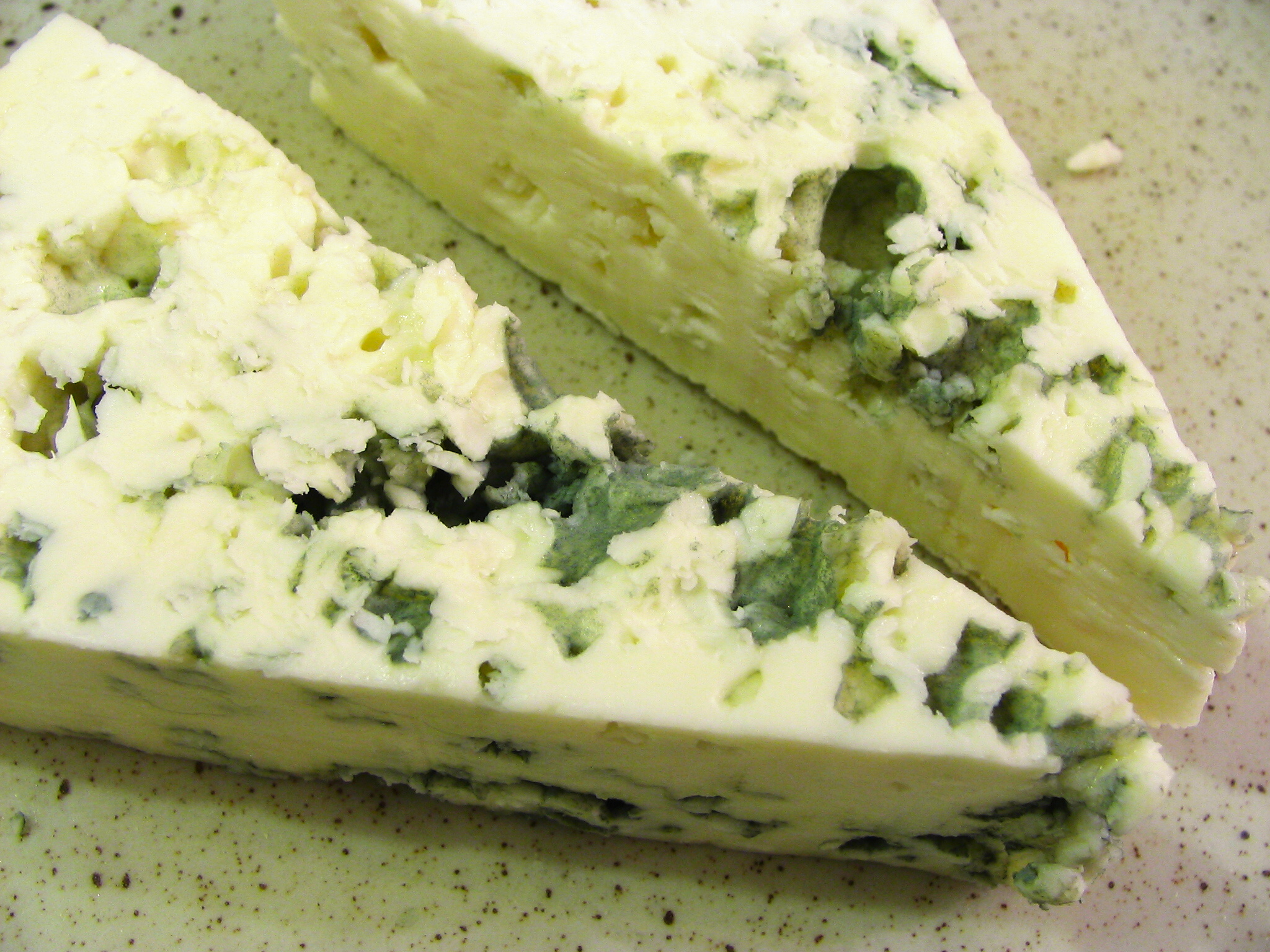
Sýr Niva

Ve čtyřicátých letech 20. století se název Roquefort stal chráněným názvem, a proto tento podobný sýr musel dostat jiné jméno. Technologa, ruského (donského) kozáka Charitonova z mlékárny v Českém Krumlově (později Jihočeské mlékárny, od roku 2002 Madeta), napadla niva, protože modrozelená barva sýru mu připomínala úrodnou louku. (Niva je i název obce v okrese Prostějov sousedící s lokalitou jednoho z tradičních výrobců – Mlékárnou v Otinovsi). Tehdy zkoušel, který sýr by byl vůbec nejvhodnější pro výrobu v českokrumlovské pobočce. Zjistil, že nejvhodnější bude vyrábět sýr s modrozelenou plísní uvnitř obecně známý pod názvem rokfór, Roquefort.
Nivu jako zavedený název používají všichni stávající výrobci v Česku. Pouze dvě značky, Jihočeská niva a Jihočeská zlatá niva, mají chráněné označení Evropské unie. Byl veden spor o užívání tohoto názvu se Slovenskem, které spor prohrálo (26:1), kde je pojmenování sýru Niva/niva také známo, díky předchozí historii ve společném státě a trhu. Ve většině států EU není vůbec tento název znám. 

## Vzhled
Sýr má barvu smetanovou až sýrově žlutou, podobá se francouzskému sýru Fourme d'Ambert. Povrch je světle hnědý a celistvý se zřetelnými vpichy a na řezu s mramorovitým prorostem světlé až tmavě zelené ušlechtilé plísně. Barva na povrchu je znakem vyzrálosti sýrů a neovlivňuje jejich zdravotní nezávadnost. Vnitřní prorost plísní může být i mírně drobivý nebo roztíratelný podle stupně zralosti sýra.
Konzistence sýru je poloměkká. 
Ke konci trvanlivosti se pod obalem může objevit slabě oranžový maz nebo prorost plísně. Tento jev je přirozený a není závadný.

## Chuť
Chuť sýru je slaná, výrazně pikantní a má příchuť po ušlechtilé plísni.

## Výroba
Sýr se vyrábí z těchto surovin:
- syrové kravské mléko
- jedlá sůl – NaCl
- chlorid vápenatý – CaCl2

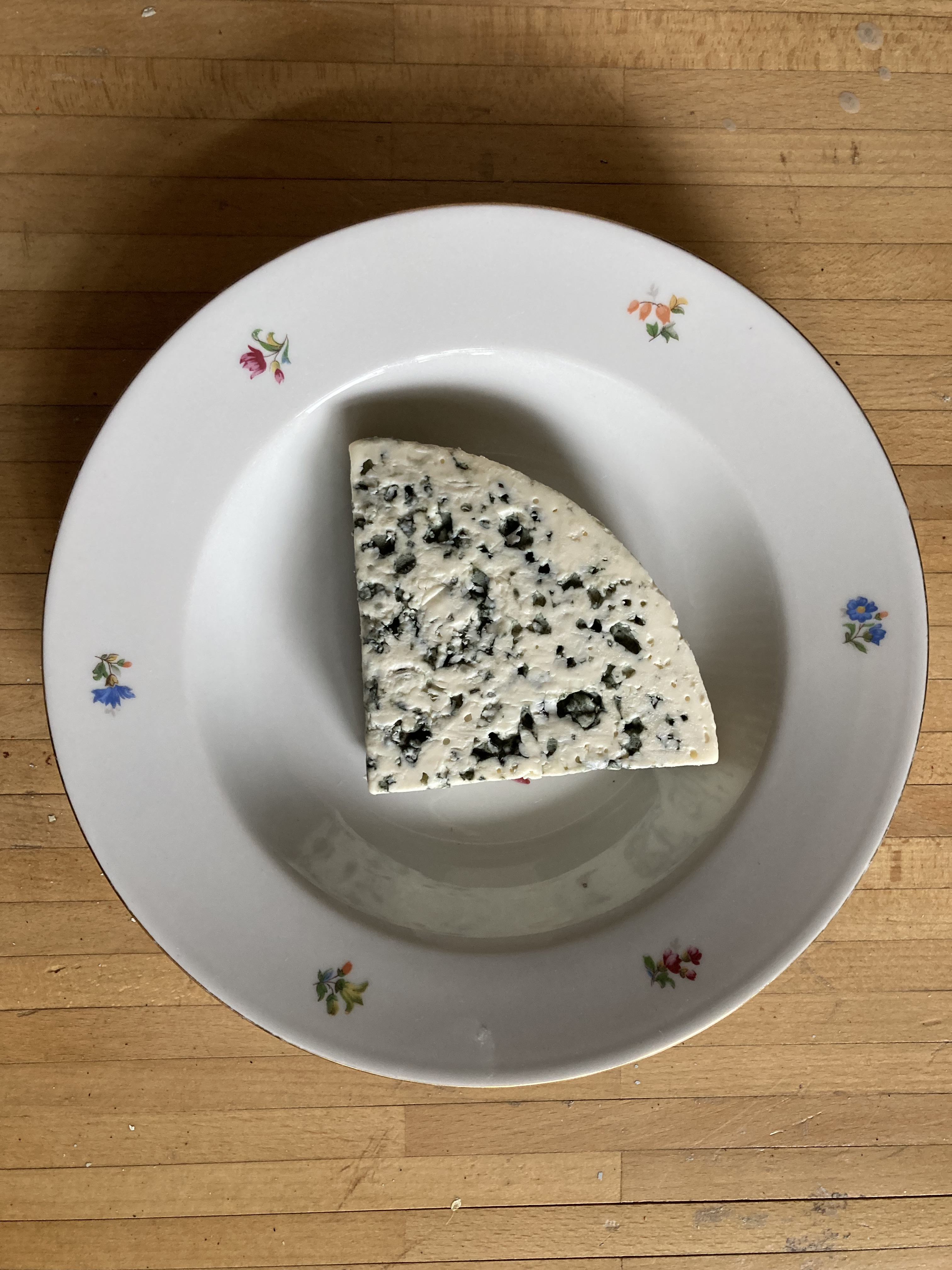
Rozbalená Niva připravená k nastrouhání

- kultura smetanová (smetanový zákys)
- kultura Penicillium roqueforti
- syřidlo

Výrobní proces musí být pod stálým hygienickým a veterinárním dohledem a uvedené suroviny musí odpovídat platným hygienickým, zdravotním a veterinárním zákonům.
Výrobní proces:
1. Odstředění syrového plnotučného kravského mléka.
2. Homogenizace.
3. Pasterizace.
4. Sýření probíhá ve výrobníku. Sýřenina se zpracovává na zrno – základní surovinu pro výrobu sýra. Vzniklá směs syrovátky a zrna se pouští na pás, kde syrovátka odtéká.
5. Solení zrna koncentrovaným solným roztokem a plnění do forem, které se v pravidelných intervalech obracejí. Hmota je poté vyklápěna na nerezové palety a putuje do solných lázní. Obrovské kádě jsou napouštěny solným roztokem s danou koncentrací, kyselostí a teplotou. Po vyjmutí se bochníky nechají den okapat a ručně se solí.
6. Propichování, aby se vytvořily průduchy nezbytné pro růst plísně. Je třeba udělat asi 35 vpichů z každé strany bochníku, aby se vytvořilo dostatek vzduchových bublin s dvojím významem – umožnit přístup vzduchu, který plíseň potřebuje, a nechat zplodiny vznikající štěpením bílkovin a tuků ze sýra uniknout. Plísňové kultury se dnes pěstují na povrchu vysterilizovaných krup a do sýrové hmoty se splachují vodou.
7. Zrání ve sklepích při stálé teplotě (8–10 °C) a vlhkosti (95 %) probíhá 5 týdnů.
8. Ošetření, kdy se z bochníků ručně seškrabují nežádoucí plísně.
9. Balení.
10. Skladování.

### Výrobci v Česku
Dnes v České republice vyrábí nivu:
- MADETA a. s. (výrobní závod Český Krumlov)
- N I V A s.r.o., Dolní Přím 2 [2]
- Mlékárna Otinoves s. r. o. (Obec s názvem „Niva“ se nachází jen 1 km od sídla tradičního výrobce. Do roku 2003 byla k dozrávání sýru Niva používána jeskyně Michálka v Moravském krasu  )[3][4]

### Balení
- Niva – válec váží průměrně 2 kg. Bývá zabalen do aluminiové fólie.
- Niva – porce (trojúhelníková výseč) váží kolem 100 g (kalibrovaná váha).
- Niva – zlomky pouze pro požadavky dalšího zpracování je sýr balen do zdravotně nezávadných pytlů z polyethylenu.

## Druhy
Madeta, jeden z hlavních výrobců Nivy, momentálně vyrábí více druhů tohoto sýra. Tyto druhy bývají odlišné např. Jak dlouho daný typ zraje, či kolik je tuku v sušině. Zatím jde narazit na tyto druhy:
- Jihočeská niva Fit 30% tuku v sušině
- Niva Caesar 45% (zraje 3 měsíce)
- Niva Premium 70% (zraje 2 měsíce)
- Niva 60% (5 týdnů zrání)
- Nakládaná niva

## Použití
Sýr ve stáří:
- 21–30 dnů – je pevnější tvarohovité konzistence, a proto je vhodný například k obalování či výrobě pomazánek.
- 25–55 dnů – s měkčí prozrálou konsistenci a s pikantní výraznou chutí je vhodný k vínu.

Minimální trvanlivost sýra je obvykle 21–24 dní od data balení při skladování při vhodné teplotě 4–8 °C.